# مجید ناظم‌پور
مجید ناظم پور، (زادهٔ ۲۰ تیر۱۳۵۲ شهرضا)، پژوهشگر،آهنگ‌ساز، ردیف‌دان و نوازندهٔ بربط اهل ایران است.

## زندگی‌نامه و فعالیت هنری
نوازندگی ساز عود و موسیقی را از کودکی نزد هنرمندانی چون حسن منوچهری، حسین بهروزی‌نیا، محمد گلستانه و شریف لطیفی فراگرفت.
مجید ناظم پور نویسنده ی کتاب داستان بربت است که مروری بر تاریخ پنج هزار ساله ی بربت است.
داستان بربت نتیجه چند سال پژوهش‌های میدانی و مطالعاتی نگارنده در ایران و کشورهای عربی پیرامون ساز عود،بربت است .
ناظم‌پور ردیف‌های آوازی مکتب اصفهان را نیز نزد خلیل‌الله مشکات و نعمت‌الله ستوده آموزش دیده. او در کلاس آواز کلاسیک و صداسازی آزاده رضایی هم شرکت کرده است. سخنرانی و نوازندگی و همچنین داوری در سمینارها و فستیوال‌های تخصصی ساز عود در کشورهایی چون مراکش، الجزایر، سوریه
، عمان، قطر، مالزی و تونس از فعالیت‌های اوست.
بزرگترین  ساز عود جهان در ایران توسط ناظم پور در سال ۱۳۹۳ ساخته شد.
مجید ناظم پور همچنین در در سال‌های گذشته، کوشش‌هایی در راستای بازسازی  ساز چنگ در ایران انجام داده است.

## آثار

### آلبوم‌ها و اجراها
- آلبوم تکنوازی ساز عود با نام راز ساحل[۱۰][۱۱][۱۲]
- آلبوم تکنوازی بربط با عنوان حکمت[۱۳]
- آلبوم تکنوازی بربط  با عنوان فلسفه[۱۴]
- آلبوم کنسرت بربط با عنوان تکنوازی بربت[۱۵]
- آلبوم نوازندگی بربط با عنوان مردی برای تمام فصول[۱۶][۱۷]